# Lensky, Arkhangelsk
Huyện Lensky (tiếng Nga: Ленский райо́н) là một huyện hành chính tự quản (raion), của Tỉnh Arkhangelsk, Nga. Huyện có diện tích 10854 kilômét vuông, dân số thời điểm ngày 1 tháng 1 năm 2000 là 18200 người. Trung tâm của huyện đóng ở Yarensk.